# Nimboa marroquina
Nimboa marroquina är en insektsart som beskrevs av Monserrat 1985. Nimboa marroquina ingår i släktet Nimboa och familjen vaxsländor. Inga underarter finns listade i Catalogue of Life.